# Mîm
Mîm je trpaslík ze Středozemě, který se objevuje jako vedlejší postava v knihách Silmarillion, Nedokončené příběhy a Húrinovy děti od J. R. R. Tolkiena.

## Život
Mîm patří k čeledi Drobných trpaslíků a stane se posledním svého rodu. Má dva syny, Khîma a Ibûna. Původně jeho lid žil v jeskyních, na jejichž základech Finrod Felagund vystavěl opevněné město Nargothrond, a tak Drobné trpaslíky donutil odejít. Mîm se se svým lidem přestěhoval na skalnatou horu Amon Rûdh, v jejíchž hlubinách si zbudovali nové sídlo, ale postupně vymírali, až zbyl jen Mîm a jeho synové. 
V lesích v okolí Amon Rûdhu pobýval hrdina Túrin se skupinou mužů, kteří přepadali náhodné poutníky v divočině. Túrin byl ze vznešeného rodu, synem velkého válečníka Húrina, ale po sporu s králem Thingolem zahořkl a páchal se svými muži zlé činy. Jednoho večera náhodou v pustině narazili na Mîma a jeho syny. Mladší trpaslíci uprchli do tmy, ale jeden z Túrinových mužů, Andróg, za nimi poslal šíp. Starého Mîma muži dopadli a svázali. Túrin, který cítil, že jeho skupina potřebuje nějaké stálé sídlo, si na něm vyžádal, že ušetří jeho život, pokud se s ním podělí o své bydliště. Mîm to slíbí, ale prosí muže, aby jej propustili, že se druhého dne vrátí. Muži však Mîmovi nevěří a nechají jej v zajetí. 
Druhý den se vypraví na Amon Rûdh a Mîm je vede složitými stezkami, které by sami nikdy nedokázali nalézt. Pak je nechá vstoupit do svého sídla, které nazve Bar-en-Danwedh, Dům výkupného. Nyní se však dozví, že jeho syn Khîm zemřel na následky zranění Andrógovým šípem – a mohl přežít, kdyby jej muži nechali předchozí noci odejít. Tehdy k němu Túrin pocítí lítost a slíbí, že se pokusí Mîmovi ztrátu co nejlépe vynahradit; jeho dům tak opravdu bude Dům výkupného. Mîm tak postupně s Túrinem uzavře křehké přátelství, avšak s většinou jeho mužů nikdy dobře nevychází. Nenávidí zejména Andróga a vysloví nad ním kletbu, že pokud ještě vezme do rukou luk, zahyne s šípem v těle. Andróg má strach z trpasličí kletby a nějakou dobu luk nepoužívá, ale sám vysloví kletbu nad Mîmem, ať se mu jednou nedostává luku.
Túrin postupně k Amon Rûdhu shromáždí velké množství mužů, kteří až do té doby bez cíle bloudili v divočině. Po nějaké době se k nim připojí i elf Beleg Lučištník, někdejší Túrinův přítel. Mîm jej však tajně nenávidí – kvůli svému odporu k elfům i ze žárlivosti, protože si přál, aby Túrin byl jeho přítelem. Kromě toho Beleg vyléčí Andróga – který mezitím pominul trpasličí kletbu a začal znovu užívat luku, až jej jednoho dne vážně zranil otrávený šíp. Mîm proto těžce nese, že Beleg vyléčil jeho osobního nepřítele a zkazil tak trpaslíkovu kletbu. 
Proto když je jednoho dne dopaden skřety, prozradí své sídlo pod podmínkou, že Túrina nechají žít. Skřeti vpadnou do Domu výkupného, pobijí Túrinovy muže i Mîmova druhého syna Ibûna. Andróg je po statečném boji na vrcholu hory zastřelen skřetím šípem. Ještě před smrtí zbaví zraněného Belega pout. Proto když k Belegovi přijde Mîm, aby s ním skoncoval, Beleg se z posledních sil vzchopí a Mîma zažene. Túrin je zajat a odveden skřety pryč; Beleg jej později vysvobodí. 
Mîm pak zřejmě několik let bloudí divočinou a poté, co drak Glaurung vyžene všechny elfy z Nargothrondu, ale sám je zabit Túrinem, Mîmova lačnost po zlatě je větší než strach z dračích výparů, a proto se vrátí do svého starého sídla v jeskyních Nargothrondu, kde se přehrabuje v nahromaděném pokladu. Tak jej najde Túrinův otec Húrin, který Mîma zčásti viní za hořký osud, který potkal jeho syna, a ač se jej Mîm snaží uprosit, Húrin s ním nemá slitování a Mîma zabije. Mîm však ještě před smrtí vysloví svou poslední kletbu, když odsoudí nargothrondský poklad, aby každému přinesl jen neštěstí. Húrin si z pokladu odnese pouze největší cennost, trpasličí náhrdelník Nauglamír, který pak věnuje králi Thingolovi – a ten je později příčinou sporu mezi ním a trpaslíky, kvůli němuž přijde o život. I tato Mîmova kletba tak dojde svého naplnění.

## Charakter
Mîm je jedním z mála hrdinů Tolkienových příběhů, u nějž lze těžko rozhodnout, zda patří mezi kladné nebo záporné postavy. Přestože se několikrát prokáže jako zrádný, je jeho osud spíše tragický a nešťastný – podobně jako je tomu např. v Pánovi prstenů u Gluma. 